# Jake Adelstein
Joshua Lawrence Adelstein, detto Jake e noto in Giappone come Jeiku Ēderusutain (ジェイク・エーデルスタイン?) (Columbia, 28 marzo 1969) è un giornalista, scrittore e investigatore statunitense.

## Biografia
Joshua "Jake" Adelstein è un ebreo americano, nativo del Missouri, laureatosi alla Sophia University di Chiyoda, uno dei quartieri speciali di Tokyo. Dopo il conseguimento della laurea, diviene nel 1992 giornalista del Yomiuri Shinbun, il principale quotidiano del Giappone. Specializzatosi nella cronaca nera, scrive negli anni di vari casi tra cui il rapimento della cittadina britannica Lucie Blackman ed episodi di cronaca legati alla yakuza. A partire dal 2003 inizia ad occuparsi del traffico di esseri umani, soprattutto di donne dell'Est Europa destinate alla prostituzione.
Le sue indagini ed i suoi articoli lo portano a scontrarsi con il boss yakuza Tadamasa Goto, che minaccia lui e la sua famiglia, costringendolo a riparare nel paese d'origine. Successivamente ritorna in Giappone per continuare le sue indagini, che lo porteranno a scrivere un articolo denuncia contro Goto sul The Washington Post, immediatamente ripreso da altri giornali, anche giapponesi. L'articolo e le polemiche da questo sollevate portarono all'arresto di Tadamasa Goto. Dal 2005 al 2007 è stato capo investigatore del dipartimento di Stato degli Stati Uniti d'America sullo studio del traffico di esseri umani in Giappone. Della sua esperienza in Giappone Adelstein ha scritto un libro, Tokyo Vice: An American Reporter on the Police Beat in Japan, pubblicato negli Stati Uniti nel 2009.

## Opere
- Tokyo Vice: un reporter nel cuore della yakuza (Tokyo Vice: An American Reporter on the Police Beat in Japan, 2009), Torino, Einaudi, 2011, traduzione di Anna Martini ISBN 978-88-06-20532-4.
- The Last Yakuza: A Life in the Japanese Underworld (2016)
- Pay the Devil in Bitcoin con Nathalie Stucky (2019)